# Ghost Rider (komiks)
Ghost Rider to tytuł kilku serii komiksowych Marvela. Początkowo był to tytuł westernu który później zmienił nazwę na „Phantom Rider”, aby ustąpić miejsca komiksom o motocykliście który sprzedaje swoją duszę by ratować ojca. W konsekwencji zaprzedania duszy bohaterowie znani jako Ghost Riderzy przemieniają się w płonące szkielety które przemierzają ulice w poszukiwaniu złych dusz. 
Pierwszym Ghost Riderem był Johnny Blaze, który też pojawił się w ekranizacji o tytule „Ghost Rider”. Seria komiksowa opowiadała o jego przygodach w latach 1973 -1983.
Drugim Ghost Riderem był Daniel Ketch. Wznowiona seria „Ghost Rider” o przygodach Ketcha była wydawana w latach 1990-1998.